# Clinotarsus curtipes
Clinotarsus curtipes är en groddjursart som först beskrevs av Jerdon 1854.  Clinotarsus curtipes ingår i släktet Clinotarsus och familjen egentliga grodor. IUCN kategoriserar arten globalt som nära hotad. Inga underarter finns listade i Catalogue of Life.